# برست (استان کیوستندیل)
برست (به بلغاری: Brest) یک منطقهٔ مسکونی در بلغارستان است که در شهرستان ترکلیانو واقع شده‌است.